# انجمن روابط عمومی ایران
انجمن روابط عمومی ایران اولین انجمن در حوزه روابط عمومی و ارتباطات در ایران است که در سال ۱۳۴۶ و با حمایت شرکت ملی نفت ایران و به منظور برقراری ارتباط با انجمن بین‌المللی روابط عمومی و توسعه و ترویج و شناساندن روابط عمومی توسط حمید نطقی و تنی چند از شاگردان وی تأسیس گردید.
بعد از انقلاب نیز موضوع تشکیل انجمن روابط عمومی ایران مجدداً در سال ۱۳۶۳ با حضور نطقی و تنی چند از شاگردان وی به بحث گذاشته و مقرر شد روند فعالیتهای انجمن روابط عمومی ایران قبل از انقلاب مورد بررسی و مطالعه قرارگیرد و بعد از جلسات کارشناسی، اساسنامه پیشنهادی برای تشکیل انجمن روابط عمومی تدوین شد و دومین تجربه ازسال ۱۳۶۹ آغاز شد وبا تشکیل اولین مجمع خود در خرداد ۱۳۷۰ با تلاش محمد ملازم که مسئولیت اداره کل تبلیغات دولت را در زمان وزارت محمد خاتمی عهده داربود پا به ظهور نهاد.
انجمن روابط عمومی ایران هر ۳ سال یکبار تشکیل مجمع عمومی داده و از آن طریق هیئت مدیره خود را انتخاب می‌کند. نهمین دوره هیئت مدیره انجمن روابط عمومی ایران در تاریخ ۲ خرداد ۹۶ انتخاب گردید که متعاقب آن میرزابابا مطهری‌نژادبه عنوان رئیس انجمن روابط عمومی ایران انتخاب گردید؛ که بعد از فوت وی محمدرضا حقیقی از سوی هیئت مدیره نهم به عنوان رئیس جدید انجمن روابط عمومی ایران انتخاب گردید.و در 2 بهمن 1398 مجمع عمومی انجمن برگزار و خسرو رفیعی به عنوان رییس انجمن روابط عمومی ایران انتخاب شد.
این انجمن صاحب امتیازی ماهنامه روابط عمومی را برعهده دارد.